# Wydział Mechaniczny Politechniki Opolskiej
Wydział Mechaniczny Politechniki Opolskiej (WM PO) – jeden z sześciu, a zarazem największy wydział Politechniki Opolskiej powstały w 1966 roku jako jeden z pierwszych trzech wydziałów Wyższej Szkoły Inżynierskiej (WSI) w Opolu, przekształconej w 1996 w politechnikę. Kształci studentów na sześciu podstawowych kierunkach zaliczanych do nauk technicznych, na studiach stacjonarnych oraz niestacjonarnych.
Wydział Mechaniczny jest jednostką interdyscyplinarną. W jego ramach znajduje się 5 katedr. Aktualnie zatrudnionych jest 75 pracowników naukowo-dydaktycznych, w tym: 7 profesorów, 30 profesorów uczelnianych, 35 adiunktów, 3 asystentów, a także 20 pracowników niebędących nauczycielami akademickimi. Ponadto wydział współpracuje z emerytowanymi profesorami, którzy wspierają jego prestiż i procesy naukowo-dydaktyczne.
Według stanu na 2020 rok na wydziale studiuje łącznie 646 studentów (zarówno na studiach dziennych, jak i studiach zaocznych) oraz kilkudziesięciu doktorantów, odbywających studia doktoranckie w ramach Wydziałowego Studium Doktoranckiego i Szkoły Doktorskiej.

## Historia
Wydział rozpoczął swoją działalność w 1966 roku, kiedy to dzięki szerokiej inicjatywie społecznej, 1 czerwca utworzona została Wyższa Szkoła Inżynierska w Opolu. Był jednym z trzech pierwszych wydziałów powołanych do życia na tej uczelni. Jednak faktycznie rozpoczął swoje funkcjonowanie jeszcze w ramach dawnego Punktu Konsultacyjnego Politechniki Śląskiej w Opolu. Od 1 października 1966 roku działał on w strukturze Wyższej Szkoły Inżynierskiej jako Wydział Mechaniczny, po czym został w 1975 roku przekształcony w Instytut Budowy Maszyn, który działał na prawach wydziału. Na jego bazie ponownie w 1991 roku powstał Wydział Mechaniczny.

## Władze (2024-)
- Dziekan: dr hab. inż. Krystian Czernek
- Prodziekan ds. organizacyjnych: dr hab. inż. Marta Kurek
- Prodziekan ds. dydaktyki: dr inż. Jacek Wydrych

## Poczet dziekanów
Wydział Mechaniczny
- 1966–1971: mgr inż. Jeremiasz Mołodecki - mechanik ( metrologia,  technologia maszyn)
- 1971–1975: doc. dr inż. Antoni Guzik – mechanik (technika cieplna, termodynamika)

Instytut Budowy Maszyn
- 1975–1981: doc. dr inż. Antoni Guzik – mechanik (technika cieplna, termodynamika)
- 1981–1990:
- 1990–1991: doc. dr inż. Antoni Guzik – mechanik (technika cieplna, termodynamika)

Wydział Mechaniczny
- 1991–1993: doc. dr inż. Antoni Guzik – mechanik (technika cieplna, termodynamika)
- 1993–1999: prof. dr hab. inż. Janusz Henryk Boss – inżynier chemik, mechanik
- 1999–2002: dr hab. Stanisław Król – mechanik (inżynieria materiałowa)
- 2002–2005: prof. dr hab. inż. Leon Troniewski – inżynier chemii (inżynieria chemiczna i budowa aparatury)
- 2005–2012: dr hab. inż. Bolesław Dobrowolski – mechanik (budowa i eksploatacja maszyn)
- 2012–2016: prof. dr hab. inż. Tadeusz Łagoda – mechanik (budowa i eksploatacja maszyn)
- 2016–2020: prof. dr hab. inż. Janusz Pospolita – mechanik (budowa i eksploatacja maszyn)
- 2020-2024: dr hab. inż. Grzegorz Robak – mechanik (budowa i eksploatacja maszyn)
- od 2024: dr hab. inż. Krystian Czernek – mechanik (budowa i eksploatacja maszyn)

## Struktura organizacyjna

### Katedra Inżynierii Procesowej i Środowiska
Kierownik: dr hab. inż. Jerzy Hapanowicz
Samodzielni pracownicy naukowi:
- prof. dr hab. inż. Stanisław Witczak
- prof. dr hab. inż. Wilhelm Jan Tic
- dr hab. inż. Krystian Czernek
- dr hab. inż. Roman Dyga
- dr hab. inż. Gabriel Filipczak (pracownik emerytowany)
- dr hab. inż. Joanna Guziałowska-Tic
- dr hab. inż. Norbert Szmolke
- dr hab. inż. Anna Monika Król
- dr hab. inż. Małgorzata Wzorek

Adiunkci:
- dr inż. Stanisław Anweiler
- dr inż. Grzegorz Ligus
- dr inż. Maciej Masiukiewicz
- dr inż. Małgorzata Płaczek
- dr inż. Mariusz Tańczuk

### Katedra Mechatroniki Pojazdów i Maszyn
Kierownik: dr hab. inż. Roland Pawliczek
Samodzielni pracownicy naukowi:
- prof. dr hab. inż. Jarosław Mamala
- dr hab. inż. Sebastian Brol
- dr hab. inż. Andrzej Augustynowicz

Adiunkci:
- dr inż. Andrzej Bieniek
- dr inż. Mariusz Graba
- dr inż. Ireneusz Hetmańczyk
- dr inż. Krzysztof Prażnowski
- dr inż. Krystian Hennek

### Katedra Techniki Cieplnej i Aparatury Przemysłowej
Kierownik: dr hab. inż. Iwona Kłosok-Bazan
Samodzielni pracownicy naukowi:
- prof. dr hab. inż. Janusz Pospolita
- dr hab. inż. Tomasz Olszowski

Adiunkci:
- dr inż. Joanna Boguniewicz-Zabłocka
- dr inż. Grzegorz Borsuk
- dr inż. Robert Junga
- dr inż. Mirosław Kabaciński
- dr Anna Kuczuk
- dr inż. Sławomir Pochwała
- dr inż. Jacek Wydrych

### Katedra Technologii Maszyn i Materiałoznawstwa
Kierownik: dr hab. inż. Joanna Małecka
Samodzielni pracownicy naukowi:
- prof. dr hab. Grzegorz Królczyk
- prof. dr hab. inż. Jolanta Królczyk
- dr hab. inż. Marian Bartoszuk
- dr hab. inż. Piotr Niesłony
- dr hab. inż. Anna Pocica (pracownik emerytowany)
- dr hab. Mariusz Prażmowski
- dr hab. inż. Krzysztof Żak

Adiunkci:
- dr Dariusz Andrzejewski
- dr inż. Marta Bogdan-Chudy
- dr inż. Roman Chudy
- dr Maria Hepner (pracownik emerytowany)
- dr inż. Agnieszka Łagoda
- dr inż. Mariusz Rosiak

### Katedra Mechaniki i Podstaw Konstrukcji Maszyn
Kierownik: dr hab. inż. Krzysztof Kluger
Samodzielni pracownicy naukowi:
- prof. dr hab. inż. Tadeusz Łagoda
- prof. dr hab. inż. Aleksander Karolczuk
- prof. dr hab. inż. Adam Niesłony
- prof. dr hab. inż. Dariusz Rozumek
- dr hab. inż. Michał Böhm
- dr hab. inż. Marta Kurek
- dr hab. inż. Cyprian Lachowicz
- dr hab. inż. Grzegorz Robak
- dr hab. inż. Roland Pawliczek
- dr hab. inż. Andrzej Kurek

Adiunkci:
- dr inż. Łukasz Blacha
- dr Małgorzata Futkowska
- dr inż. Mateusz Kowalski
- dr inż. Zbigniew Marciniak
- dr inż. Robert Owsiński

## Kierunki kształcenia
Wydział Mechaniczny Politechniki Opolskiej prowadzi następujące kierunki studiów na studiach inżynierskich (pierwszego stopnia) trwających 3,5 roku i kończących się uzyskaniem tytułu zawodowego inżyniera:
- energetyka i inżynieria środowiska (stacjonarne, niestacjonarne)
- inżynieria środowiska (stacjonarne w języku angielskim)
- mechanika i budowa maszyn (stacjonarne, niestacjonarne)
- mechatronika (stacjonarne, niestacjonarne)
- wzornictwo przemysłowe (stacjonarne)

Po ukończeniu studiów pierwszego stopnia, ich absolwenci mogą kontynuować dalsze kształcenie w ramach studiów magisterskich uzupełniających (drugiego stopnia), trwających 1,5 roku (3 semestry), na następujących kierunkach i specjalnościach:
- kierunek: inżynieria środowiska:
  - gospodarka wodno-ściekowa (stacjonarne)
  - procesy i urządzenia ochrony środowiska (stacjonarne)
  - instalacje sanitarne, cieplne i wentylacyjne (stacjonarne, niestacjonarne)
  - gospodarowanie energią i odpadami (stacjonarne)
  - advanced technologies in environmental engineering (full-time studies)
  - gospodarka ściekami i odpadami (niestacjonarne)
  - procesy energetyczne (niestacjonarne)
- kierunek: mechanika i budowa maszyn:
  - komputerowe wspomaganie inżynierii wytwarzania i jakości (stacjonarne, niestacjonarne)
  - komputerowe wspomaganie projektowania i badania maszyn (stacjonarne, niestacjonarne)
  - maszyny i urządzenia przemysłowe (stacjonarne, niestacjonarne)
  - eksploatacja oraz diagnostyka pojazdów i maszyn (stacjonarne, niestacjonarne)
  - zaawansowane metody projektowania w energetyce (stacjonarne, niestacjonarne)
  - spawalnictwo (stacjonarne, niestacjonarne)
- kierunek: mechatronika
  - mechatronika w pojazdach i maszynach (stacjonarne)
  - systemy automatyki i robotyki w mechatronice (stacjonarne)

Wyróżniający się absolwenci studiów drugiego stopnia maja możliwość podjęcia studiów doktoranckich (trzeciego stopnia) w dyscyplinach: budowa i eksploatacja maszyn oraz mechanika.
Wydział ma uprawnienia do nadawania następujących stopni naukowych:
- doktora nauk technicznych w dyscyplinie: mechaniki, budowy i eksploatacji maszyn
- doktora habilitowanego nauk technicznych w dyscyplinie: mechaniki, budowy i eksploatacji maszyn